# Maximilian Schachmann

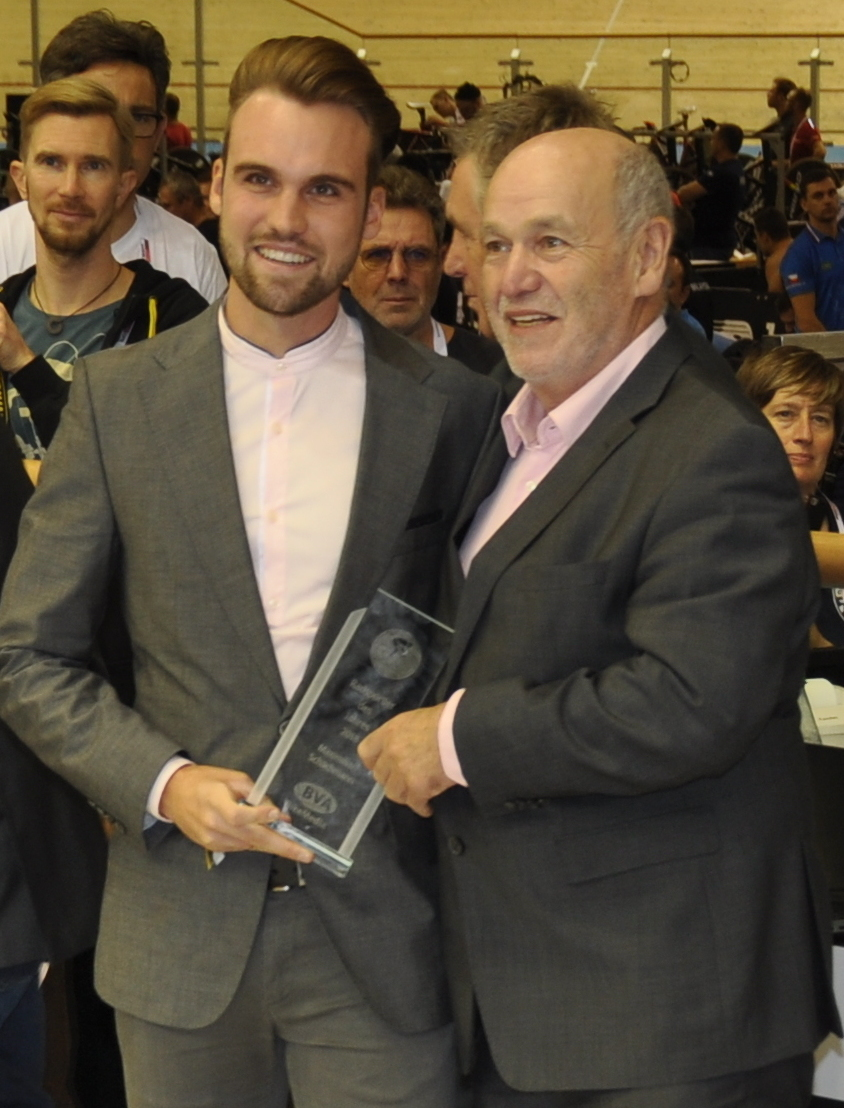
Ehrung als Radsportler des Jahres 2018 im Berliner Velodrom

Maximilian Schachmann (* 9. Januar 1994 in Berlin) ist ein deutscher Radrennfahrer. Er gilt als guter Zeitfahrer mit Stärken am Berg, der auch im Sprint kleinerer Gruppen Rennen gewinnt.

## Sportlicher Werdegang
2011 wurde Maximilian Schachmann Junioren-Vizemeister im Straßenrennen; bei der Straßen-Europameisterschaft der Junioren im Einzelzeitfahren belegte er Platz neun. 2012 wurde er bei der Straßenweltmeisterschaft im Einzelzeitfahren der Junioren Dritter.
Beim Einzelzeitfahren der U23-Straßen-Europameisterschaften wurde er sowohl 2012 wie auch 2013 erneut Neunter. Bei den UCI-Straßen-Weltmeisterschaften 2014 in Ponferrada belegte er den fünften Platz im U23-Einzelzeitfahren. Im Jahr darauf errang er bei den U23-Europameisterschaften im Einzelzeitfahren die Bronzemedaille und bei den folgenden Weltmeisterschaften die Silbermedaille. Im Jahr 2016 wurde er Deutscher U23-Zeitfahrmeister und gewann als Solist bei einer Bergankunft des Giro della Valle d’Aosta sein erstes internationales U23-Rennen und kurz darauf mit der Gesamtwertung der Tour Alsace sein erstes internationales Eliterennen. Bei den U23-Weltmeisterschaften 2016 gewann er die Silbermedaille im Zeitfahren.
Für die Saisons 2017 und 2018 erhielt er einen Vertrag beim UCI WorldTeam Quick-Step Floors. Er erreichte für sein neues Team unter anderem den 10. Platz beim Eintagesrennen Le Samyn sowie bei der Tour de Romandie den 19. Rang in der Gesamtwertung. Bei der erstmals zur WorldTour gehörenden Kalifornien-Rundfahrt belegte er den 15. Platz. Bei einem Sturz während der Polen-Rundfahrt im August 2017 brach sich Schachmann mehrfach den rechten Fuß, und er musste die Saison beenden.
Sein erster Sieg in einem Rennen der WorldTour gelang ihm 2018 auf der 6. Etappe der Katalonien-Rundfahrt, die er nach langer Flucht im Zweiersprint gewann. Bei der Flèche Wallonne wurde er an der Mauer von Huy 150 Meter vor dem Ziel als letzter einer Ausreißergruppe eingeholt und erreichte als Achter seine bis dahin beste Platzierung bei einem Klassiker. Im selben Jahr bestritt er mit dem Giro d’Italia 2018 seine erste Grand Tour, bei der er nach den ersten fünf Abschnitten das Weiße Trikot des Führenden in der Nachwuchswertung trug. Wegen seit dem zweiten Ruhetag auftretenden Atemwegsproblemen fiel er danach in der Gesamtwertung deutlich zurück. Auf der 18. Etappe mit einer Bergankunft am Prato Nevoso gelang ihm jedoch aus einer zwölfköpfigen Ausreißergruppe, die sich zu Beginn des Abschnitts gebildet hatte, sein erster Grand-Tour-Etappensieg mit einigen Sekunden Vorsprung vor seinen letzten Fluchtbegleitern. Bei der Deutschland Tour 2018 gewann er im Sprint einer vierköpfigen Ausreißergruppe die 2. Etappe und übernahm für einen Tag die Gesamtführung und wurde schließlich Dritter der Gesamtwertung.
Zur Saison 2019 wechselte Schachmann zum Team Bora-hansgrohe. Nachdem er am Vortag bei den Strade Bianche aufgrund eines Defekts aus der Spitzengruppe zurückgefallen war, gewann er das Eintagesrennen hors categorie Gran Premio Industria & Artigianato im Zweiersprint vor Mattia Cattaneo, mit er sich am letzten Anstieg etwa 10 Kilometer vor dem Ziel absetzen konnte. Wie im Vorjahr gewann Schachmann anschließend eine Etappe der Katalonienrundfahrt, indem er sich 11 Kilometer vor dem Ziel nach langer Flucht von seinen Begleitern abgesetzte und 13 Sekunden Vorsprung ins Ziel rettete. Bei der Baskenland-Rundfahrt gewann Schachmann das Auftaktzeitfahren und zwei weitere Etappen an der Spitze kleinerer Vorderfelder, bevor er auf der Königsetappe die Führung an seinen Teamkollegen Emanuel Buchmann abgeben musste. Er gewann schließlich die Punktewertung und wurde Gesamtzehnter. Bei den folgenden Ardennenklassikern wurde er jeweils Fünfter des Amstel Gold Race und des Flèche Wallonne und Dritter bei Lüttich–Bastogne–Lüttich. Im Juni des Jahres wurde er auf dem Sachsenring deutscher Straßenmeister. Bei seinem anschließenden Tour-de-France-Debüt stürzte er im Einzelzeitfahren der 13. Etappe, brach sich den Mittelhandknochen der linken Hand und startete nicht mehr zur 14. Etappe.
Im März 2020 gewann Schachmann die erste Etappe von Paris–Nizza im Sprint einer vierköpfigen Spitzengruppe. Er verteidigte die Gesamtführung des wegen der COVID-19-Pandemie um einen Tag verkürzten Rennens auch auf der Bergankunft des Schlussabschnitts und wurde damit erster deutscher Gesamtsieger nach Tony Martin 2011.
Nach Rennpause im Jahr 2020 belegte Schachmann bei den Strade Bianche Rang drei und bei der Polen-Rundfahrt Rang 13 in der Gesamtwertung. Mitte August stürzte er bei der Lombardei-Rundfahrt und brach sich das Schlüsselbein, als er im Finale des Rennens mit einem Auto zusammenstieß, das aus unbekannten Gründen auf die Strecke gefahren war. Das Rennen fuhr er allerdings noch zu Ende und wurde Siebter. Bei der Tour de France 2020 belegte er auf der Bergankunft der 13. Etappe Rang drei hinter Daniel Martinez und seinem Teamkollegen Lennard Kämna.
Im März 2021 sicherte sich Maximilian Schachmann auf der Schlussetappe erneut den Gesamtsieg bei Paris–Nizza. Er übernahm dabei das Gelbe Trikot von Primož Roglič, der zweimal stürzte. Damit war er der erste Deutsche, der dieses Etappenrennen zweimal gewinnen konnte. Im Juli 2022 nahm er zum dritten Mal an der Tour de France teil und belegte Platz 46 in der Gesamtwertung. Nachdem er die beiden anschließenden Rennen im Juli nicht hatte beenden können, beendete er die Saison vorzeitig. Nach zwei COVID-19-Erkrankungen und weiteren gesundheitlichen Problemen sei er erschöpft und benötige eine Ruhepause. In der Saison 2023 bestritt Schachmann keine Grand Tour, konnte jedoch eine Etappe der Sibiu Cycling Tour gewinnen. Bei den deutschen Meisterschaften belegte er sowohl im Zeitfahren als auch im Straßenrennen den dritten Platz.
Im Jahr 2024 zeigte Schachmann zunächst bei der Baskenland-Rundfahrt auf, ehe er den Giro d’Italia 2024 bestritt. Auf der 1. Etappe musste er sich im Dreier-Sprint nur dem Ecuadorianer Jhonatan Narváez geschlagen geben und wurde Fünfter im Einzelzeitfahren der 7. Etappe. Im weiteren Verlauf der Rundfahrt stellte er sich in die Dienste von Daniel Felipe Martínez, der schlussendlich den zweiten Gesamtrang belegte. Im olympischen Einzelzeitfahren kam Schachmann auf den neunten Platz, im Straßenrennen auf Rang 28.
Im Jahr 2025 kehrte er zur Soudal Quick-Step zurück und gewann Anfang April das Auftaktzeitfahren der Baskenland-Rundfahrt.

## Ehrungen
2012 wurde Maximilian Schachmann deutscher Nachwuchs-Radsportler des Jahres, 2018 wurde er zum Radsportler des Jahres gewählt.

## Erfolge
2012
- Junioren-Weltmeisterschaft – Einzelzeitfahren

2015
- Europameisterschaft (U23) – Einzelzeitfahren
- Weltmeisterschaft (U23) – Einzelzeitfahren

2016
- Deutscher Meister (U23) – Einzelzeitfahren
- eine Etappe Giro della Valle d’Aosta
- Gesamtwertung, eine Etappe und Nachwuchswertung Tour Alsace
- Weltmeisterschaft (U23) – Einzelzeitfahren

2018
- eine Etappe Katalonien-Rundfahrt
- eine Etappe Giro d’Italia
- Europameisterschaft – Einzelzeitfahren
- eine Etappe Deutschland Tour
- Weltmeister – Mannschaftszeitfahren

2019
- Gran Premio Industria & Artigianato
- eine Etappe Katalonien-Rundfahrt
- drei Etappen und  Punktewertung Baskenland-Rundfahrt
- Deutscher Meister – Straßenrennen

2020
- Gesamtwertung und eine Etappe Paris–Nizza

2021
- Gesamtwertung Paris–Nizza
- Deutscher Meister – Straßenrennen

2023
- Deutsche Meisterschaften – Straßenrennen, Einzelzeitfahren
- eine Etappe Sibiu Cycling Tour

2025
- eine Etappe Baskenland-Rundfahrt
- Deutscher Meister – Einzelzeitfahren

## Wichtige Platzierungen
| Grand Tour            | 2018 | 2019 | 2020 | 2021 | 2022 | 2023 | 2024 | 2025 |
| --------------------- | ---- | ---- | ---- | ---- | ---- | ---- | ---- | ---- |
| Giro d’ItaliaGiro     | 31   | –    | –    | –    | –    | –    | 45   | –    |
| Tour de FranceTour    | –    | DNF  | 57   | –    | 45   | –    | –    | 68   |
| Vuelta a EspañaVuelta | –    | –    | –    | DNF  | –    | –    | –    |      |

| Weltmeisterschaft        | 2018 | 2019 | 2020 | 2021 | 2022 | 2023 | 2024 |
| ------------------------ | ---- | ---- | ---- | ---- | ---- | ---- | ---- |
| StraßenrennenStraße      | DNF  | –    | 9    | DNF  | –    | –    | DNF  |
| EinzelzeitfahrenEZF      | 11   | –    | –    | –    | –    | –    | 23   |
| MannschaftszeitfahrenMZF | 1    | –    | –    | –    | –    | –    | 2    |

| Monument                 | 2018 | 2019 | 2020 | 2021 | 2022 | 2023 | 2024 | 2025 |
| ------------------------ | ---- | ---- | ---- | ---- | ---- | ---- | ---- | ---- |
| Mailand–Sanremo          | –    | –    | –    | 14   | –    | –    | –    | 33   |
| Flandern-Rundfahrt       | –    | –    | 98   | –    | –    | –    | –    | –    |
| Paris–Roubaix            | –    | –    | –    | 77   | –    | –    | –    |      |
| Lüttich–Bastogne–Lüttich | 35   | 3    | DNF  | 9    | –    | –    | –    |      |
| Lombardei-Rundfahrt      | –    | 73   | 7    | –    | –    | –    | –    |      |